# Ramapo
Ramapo è un comune degli Stati Uniti d'America, nella Contea di Rockland, nello Stato di New York.
Ramapo è stata chiamata New Hempstead, quindi Hempstead, prima di assumere il nome attuale.

## Località
Il comune di Ramapo è formato dalle seguenti località 

### Village
- Airmont
- Chestnut Ridge
- Hillburn
- Kaser
- New Hempstead
- New Square
- Montebello
- Sloatsburg
- Spring Valley
- Suffern (sede comunale)
- Wesley Hills

### Hamlet
- Antrim
- Hillcrest
- Monsey
- Ramapo
- Sandyfield
- Suffern Park
- Tallman
- Viola

### Altre
- Harriman State Park
- Sterlington

## Amministrazione

### Gemellaggi
- Andretta, dal 1996